# Tropy Elbląskie
Tropy Elbląskie (niem. Streckfuß) – wieś w Polsce położona w województwie warmińsko-mazurskim, w powiecie elbląskim, w gminie Elbląg. Leży na obszarze Żuław Elbląskich i nad jeziorem Druzno.
Wieś okręgu rybackiego Elbląga w XVII i XVIII wieku. 
Zachował się tu jeszcze historyczny układ architektoniczny z czasów osadnictwa mennonickiego. Wieś stanowiła tzw. ulicówkę wodną typu holenderskiego – domy z XVIII i XIX w. stały frontem do kanału, który stanowił główną arterię komunikacyjną wsi. Mieszkańcy łodziami wypływali na pola; łodziami też przewozili produkty rolne. We wsi zachowane domy podcieniowe, typowe dla mennonickiego osadnictwa na Żuławach. 
W latach 1975–1998 miejscowość administracyjnie należała do województwa elbląskiego.